# Gösta Guteland
Gösta Arne Guteland, född den 4 augusti 1938 i Stockholm, är en svensk ämbetsman.
Guteland blev politices magister 1963 och filosofie licentiat i nationalekonomi 1968. Han var lärare vid Stockholms universitet 1963–1969, anställd i Expertgruppen för forskning om regional utveckling (ERU) 1969–1979, statistikchef vid Statistiska centralbyrån 1980–1983, departementsråd vid Civildepartementet 1983–1988 och överdirektör vid Statistiska centralbyrån 1988–2000. Han var därjämte sekreterare i sysselsättningsutredningen 1973–1979, huvudsekreterare i konsekvensutredningen inför kärnkraftsomröstningen 1979 och sakkunnig i 1990 års statistikutredning. 